# 1122
| 1122               |
| ------------------ |
| Dødsfald - Fødsler |
|                    |

| Gregoriansk kalender | 1122 MCXXII             |
| Ab urbe condita      | 1875                    |
| Armensk kalender     | 571 ԹՎ ՇՀԱ              |
| Kinesiske kalender   | 3818 – 3819 辛丑 – 壬寅 |
| Etiopisk kalender    | 1114 – 1115             |
| Jødisk kalender      | 4882 – 4883             |
| Hindukalendere       |                         |
| - Vikram Samvat      | 1177 – 1178             |
| - Shaka Samvat       | 1044 – 1045             |
| - Kali Yuga          | 4223 – 4224             |
| Iransk kalender      | 500 – 501               |
| Islamisk kalender    | 516 – 517               |

Konge i Danmark: Niels 1104-1134
Se også 1122 (tal)

## Begivenheder
- Russerne besejrer kumanerne
- 23. september - Investiturstriden mellem paven og den tyske kejser afsluttes med det såkaldte Wormskonkordat, der giver kirken ret til at udpege biskopper og abbeder.